# 8026 Johnmckay
8026 Johnmckay este o planetă minoră (asteroid), cu un diametru de 1,69 km, din centura de asteroizi. A fost descoperită pe 8 mai 1991 la Observatorul Palomar de Eleanor F. Helin și a fost numită după John B. McKay⁠(d). 
Obiectul prezintă o orbită caracterizată de o semiaxă mare de 1,9251819 UAi, o excentricitate de 0,08, o înclinație de 19,93544 ° în raport cu ecliptica.